# Gotvand
Guotvand (persisch گتوند) ist eine Stadt in der Provinz Chuzestan im Südwesten des Iran. Im Jahr 2006 hatte Guotvand hochgerechnet 21.428 Einwohner.